# Scytodes mawphlongensis
Scytodes mawphlongensis är en spindelart som beskrevs av Benoy Krishna Tikader 1966. Scytodes mawphlongensis ingår i släktet Scytodes och familjen spottspindlar. Inga underarter finns listade i Catalogue of Life.